# Rachael Whitzman
Rachael Whitzman ist eine kanadische Schauspielerin und Stuntfrau der frühen 2010er Jahre.

## Leben
Whitzman studierte von 2010 bis 2014 an der Dalhousie University Psychology. Sie schloss ihr Studium mit dem Honours Bachelor of Science ab. Während dieser Zeit spielte sie in mehreren Film- und Serienproduktionen mit. Zwischen 2016 und 2017 erhielt sie ihr Post Graduate Certificate in Alternative Dispute Resolution an der Humber College. Sie spricht Englisch und Französisch und beherrscht Gebärdensprache.
2009 gab Whitzman ihr Fernsehschauspieldebüt in der Fernsehserie Aquateam. Dort spielte sie in insgesamt 14 Episoden mit. In den nächsten Jahren erhielt sie Episodenrollen unter anderem in den Fernsehserien Haven, Mr. D und Seed und stellte in zwei Episoden der Fernsehserie Call Me Fitz die Rolle der Lisa mit. 2012 gab sie in einer Nebenrolle im Film Blackbird ihr Filmschauspieldebüt. 2015 spielte sie in den beiden Kurzfilmproduktionen Message Deleted und Dumb Luck mit. Im selben Jahr wirkte sie in einer der Hauptrollen als Kylie im Katastrophenfilm Blitzschlag – Gefangen im Gewittersturm mit. Danach zog sie sich vom Filmschauspiel zurück.
Daneben wirkte sie 2014 im Film Beethoven und der Piratenschatz und im Fernsehfilm Big Driver als Stuntfrau mit.

## Filmografie (Auswahl)

### Schauspiel
- 2009: Aquateam (Fernsehserie, 14 Episoden)
- 2010: Haven (Fernsehserie, Episode 1x10)
- 2010: Call Me Fitz (Fernsehserie, 2 Episoden)
- 2010–2011: TV with TV’s Jonathan Torrens (Fernsehserie, 4 Episoden, verschiedene Rollen)
- 2012: Mr. D (Fernsehserie, Episode 1x09)
- 2012: Blackbird
- 2014: Seed (Fernsehserie, Episode 2x11)
- 2015: Message Deleted (Kurzfilm)
- 2015: Blitzschlag – Gefangen im Gewittersturm (Deadly Voltage)
- 2015: Dumb Luck (Kurzfilm)

### Stunts
- 2014: Beethoven und der Piratenschatz (Beethoven’s Treasure Tail)
- 2014: Big Driver (Fernsehfilm)